# Kilian (Heiliger)

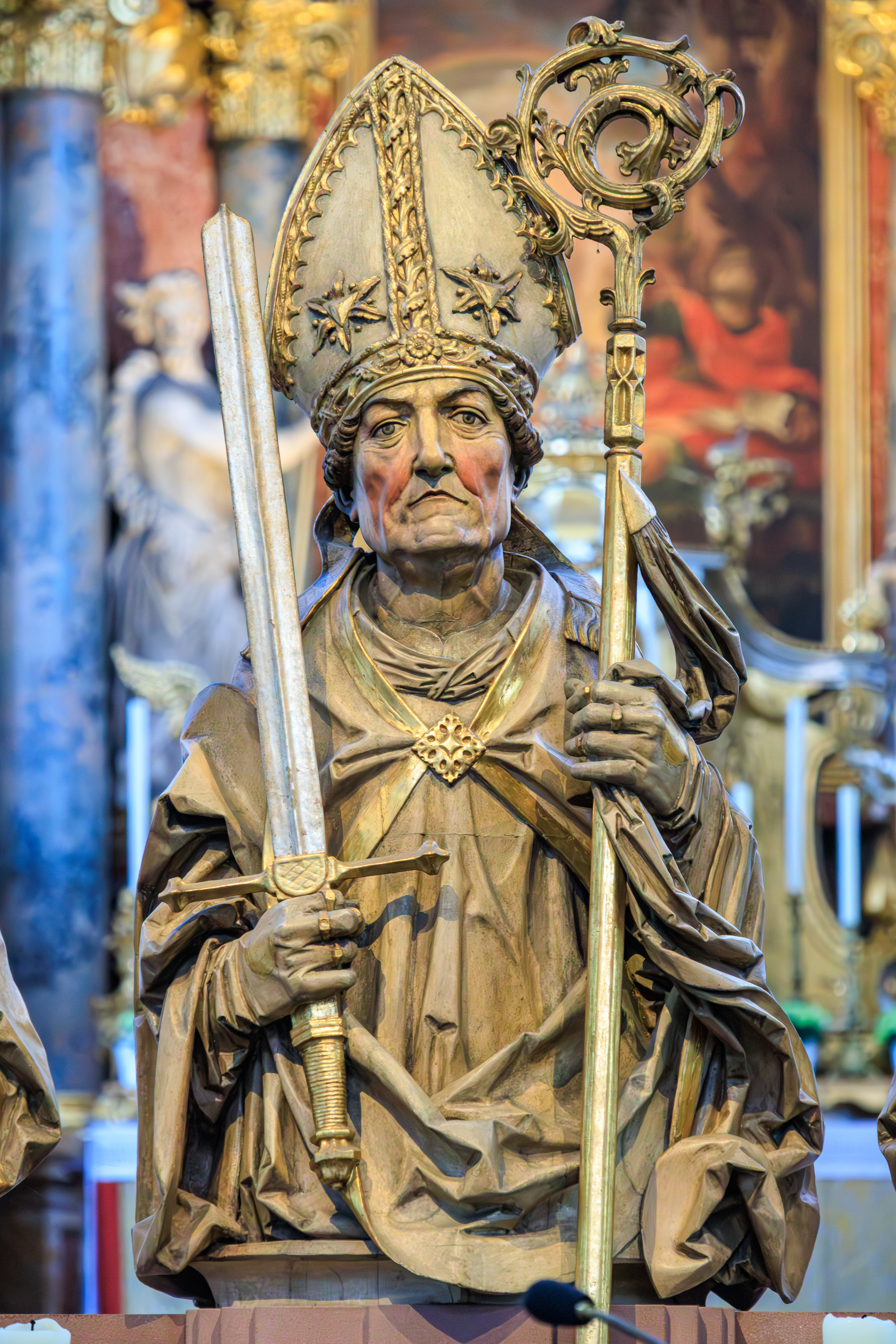
Heiliger Kilian, Kopie der Riemenschneider-Holzfiguren von Heinz Schiestl aus dem Jahr 1910 in der Neumünster-Kirche, Würzburg

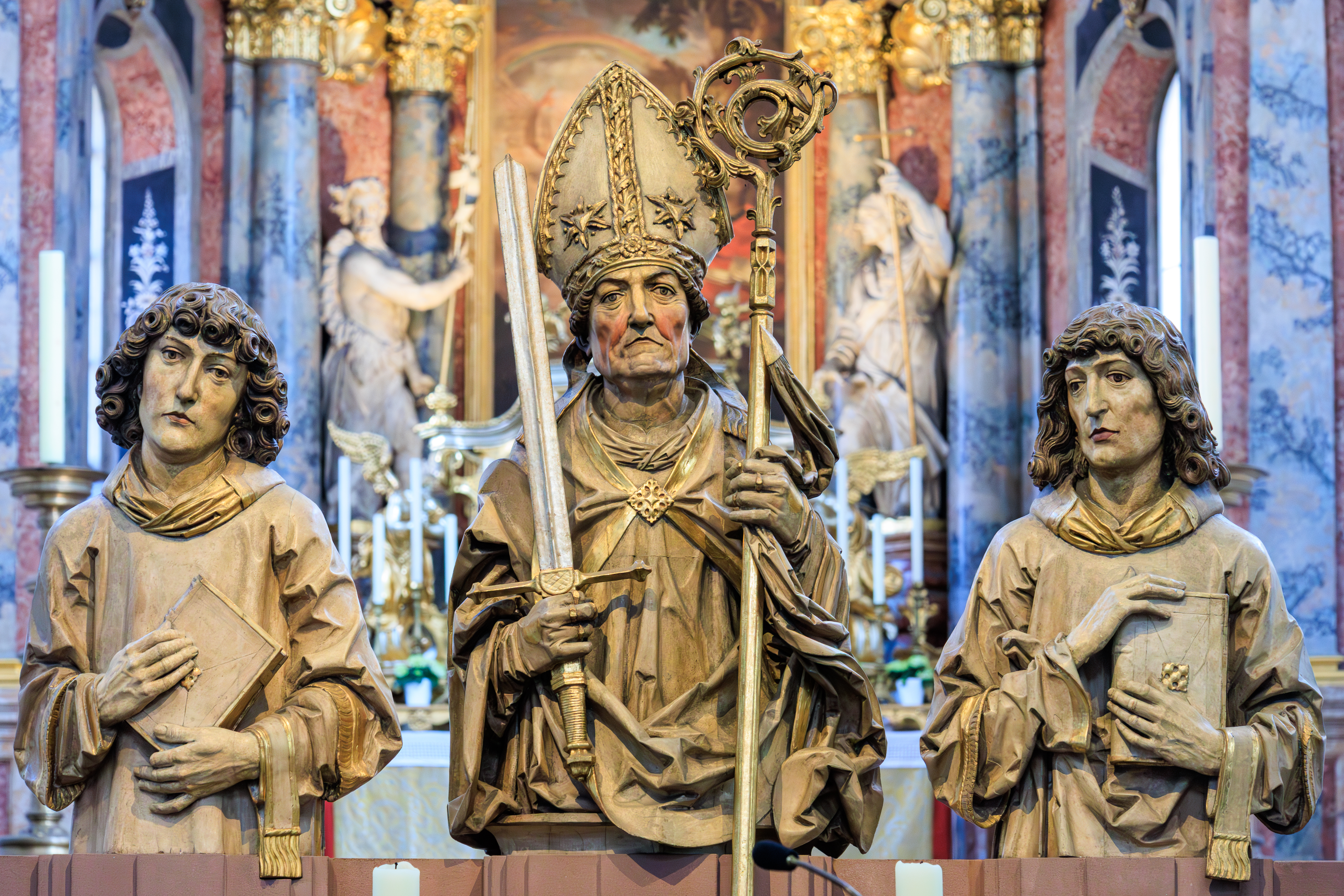
Die drei Holzfiguren in einer Gesamtansicht: Kilian, Kolonat und Totnan.

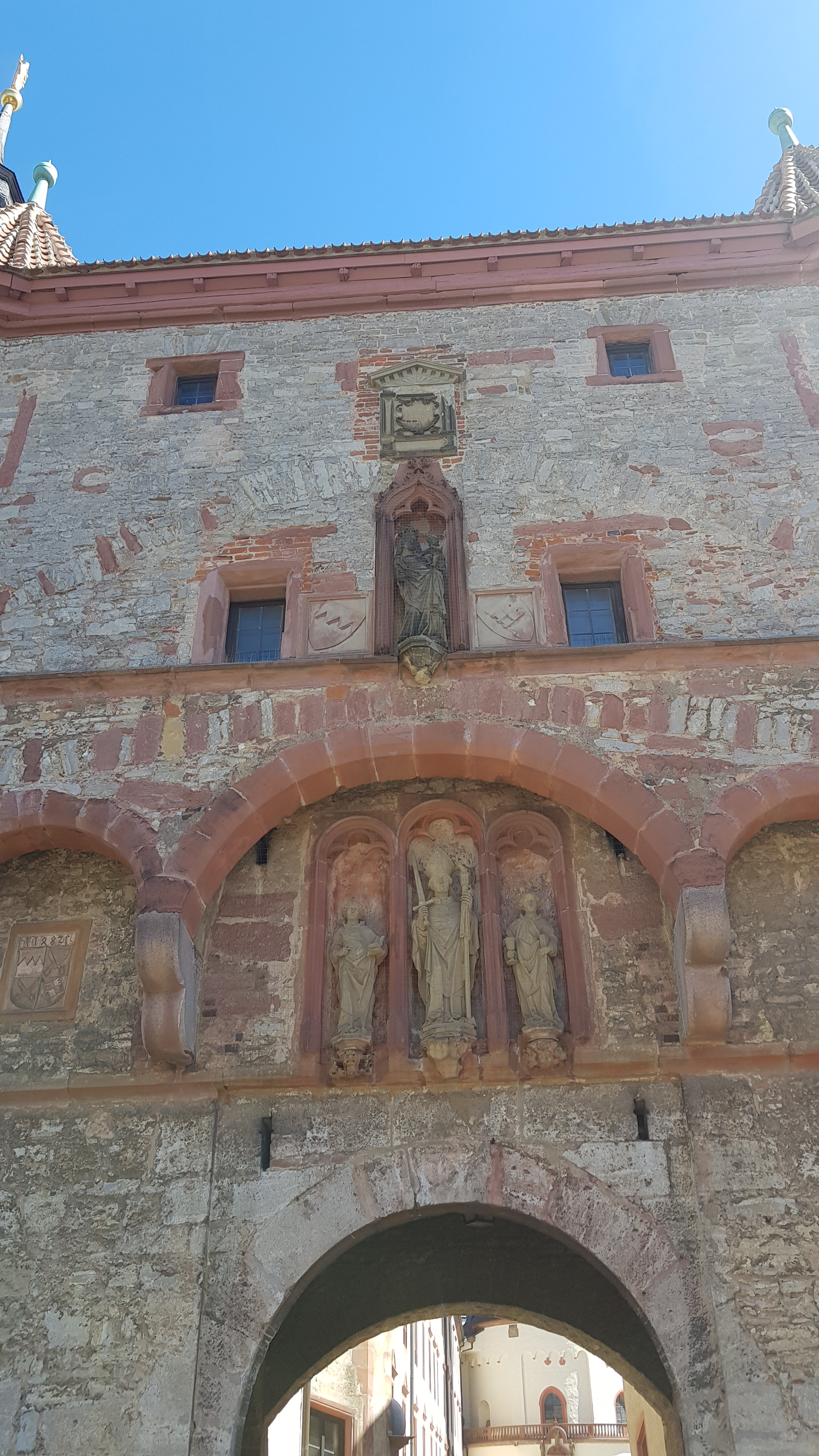
Die drei Frankenapostel Kilian, Kolonat und Totnan am Scherenbergtor der Festung Marienberg in Würzburg

Der heilige Kilian oder St. Kilian (* um 640, nach später und unzuverlässiger Tradition in Mullagh, County Cavan, Irland; † der Legende nach 689 in Würzburg) war ein irischer Wanderprediger und gemäß der Überlieferung ein iro-schottischer Missionsbischof. Er wird zusammen mit seinen angeblich ebenfalls als Märtyrer gestorbenen beiden Wegbegleitern Kolonat und Totnan als Frankenapostel verehrt, der die iroschottische Mission um die Wende vom 7. zum 8. Jahrhundert in Franken begonnen haben soll. Die Genehmigung zur Verehrung der Märtyrer erteilte im Jahr 751 der Papst Zacharias.
Die Bedeutung des Namens Kilian ist nicht endgültig geklärt.

## Legende

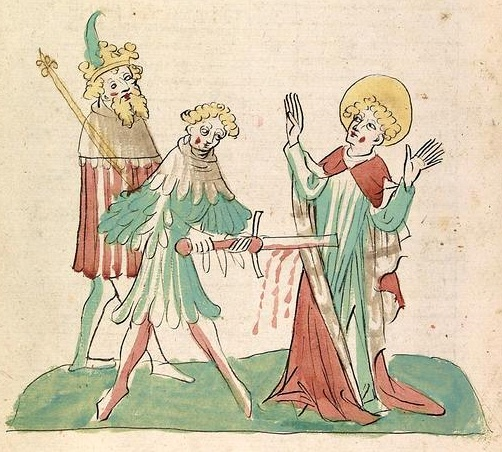
Ermordung des hl. Kilian; links hinten Herzog Gosbert. Darstellung aus einem Straßburger Codex, um 1418

Der Passio Kiliani zufolge kam Kilian 686 n. Chr. mit seinen elf Begleitern (zusammen also die Zwölfzahl der Apostel) bzw. nach der jüngeren Vita mit zwei Gefährten (ein Topos der asketischen Tradition), Kolonat und Totnan, nach Würzburg. Er soll hier und in der Umgebung gepredigt und missioniert haben und dann (ca. 689) gemeinsam mit seinen Begleitern ermordet oder hingerichtet worden sein, nach dem Martyrologium des Hrabanus Maurus vom Herzog; die Passiones dagegen legen die Ermordung Gailana, der Frau des fränkischen Herzogs Gosbert, zur Last. Sie war die Witwe von dessen Bruder, und ihre Heirat mit Gosbert war daher nach christlichem Kirchenrecht verboten und ungültig. Kilian soll den bereits getauften Herzog gedrängt haben, die Verbindung aufzulösen. Gailana nutzte eine Abwesenheit ihres Mannes, den Bischof und seine beiden Gefährten ermorden zu lassen. Die Leichen sollen im Pferdestall der Herzogsburg (an der Stelle der heutigen Neumünsterkirche) verscharrt und die Gebeine der Heiligen durch Burkard, Würzburgs ersten Bischof, in die Marienkirche auf den Burgberg überführt worden sein.

## Kult

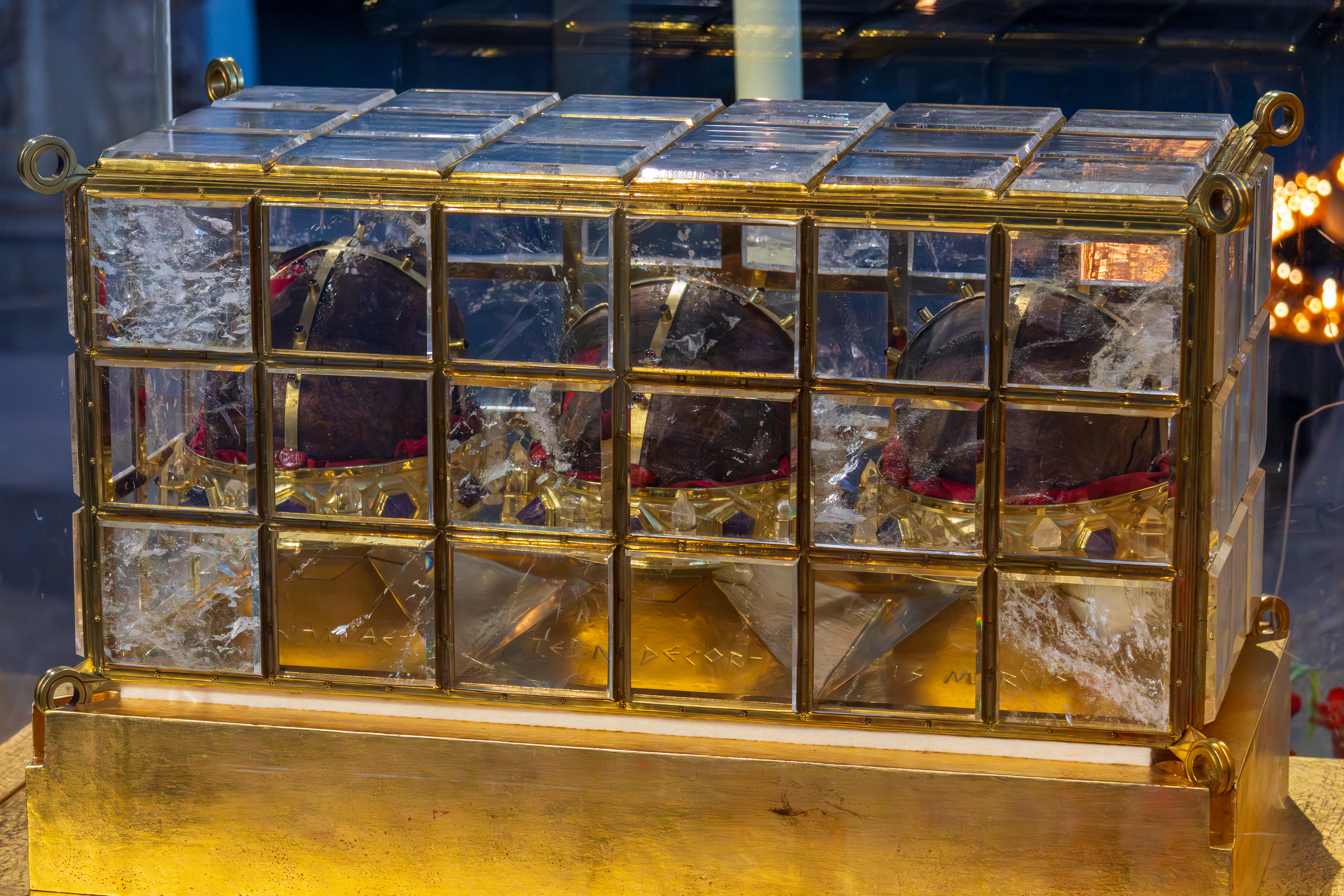
Schädel-Reliquie von Kilian, Kolonat und Totnan im Würzburger Dom

Kilian gehört zu den nördlich der Alpen tätig gewesenen Wanderbischöfen und Missionaren des 7. Jahrhunderts, die – seit dem im 8. Jahrhundert bekräftigten Bestreben der Kirche, jeden ihrer Altäre mit Heiligenreliquien auszustatten – relativ schnell zu Heiligen erklärt wurden. Im Jahr 752 wurde, wohl auf Initiative des Bonifatius, die Auffindung der Reliquien durch den Bischof Burkard inszeniert und wahrscheinlich durch das nach späterer Tradition angeblich im Grab erhalten gebliebene Kiliansevangeliar (Würzburg, Universitätsbibliothek, M.p.th.q.1a), eine in Unziale geschriebene Evangelienhandschrift des frühesten 7. Jahrhunderts aus Nordfrankreich (mit einer das Martyrium der drei Frankenapostel erstmals bildlich darstellenden Elfenbeintafel des 11. Jahrhunderts und einem Prachteinband aus dem 15. Jahrhunderts), beglaubigt.
In Analogie zu anderen Memorialbauten und in Anspielung auf den Petersdom in Rom wurde ab 1711 für das Neumünster ein neuer Kuppelbau über der legendären Todes- und Grabstätte der drei Frankenapostel begonnen, der dann, initiiert durch den Fürstbischof, ähnlich wie der vatikanische Petersdom eine ansehnliche Fassade an der Westseite bekam. Während des Zweiten Weltkrieges wurden die Reliquien des hl. Kilian in die Stadtpfarrkirche Heilige Maria vom Rosenkranz und Heilige Regiswindis in Gerolzhofen in Sicherheit gebracht. 1949 kehrten sie nach Würzburg zurück.
Heute werden die Gebeine der drei Heiligen in einem Reliquienschrein von Heinrich Gerhard Bücker, wie schon von einer 1851 gebildeten Kiliani-Bruderschaft gefordert in der Krypta („Kiliansgruft“) der Neumünsterkirche aufbewahrt, die Schädel hingegen befinden sich in einem von dem Goldschmied Josef Amberg (1900–1976) und Michael Amberg 1967 geschaffenen Schrein aus Bergkristall, der in den Hauptaltar des Kiliansdoms eingelassen ist.
Während der Kiliani-Oktav (Woche um den 8. Juli) wird der Schrein mit den Schädeln öffentlich gezeigt. Zu dieser Zeit findet auf dem Talavera-Festplatz in Würzburg das Kiliani-Volksfest und auf dem Marktplatz die Kiliani-Verkaufsmesse statt.
Im Dom von Paderborn liegt eine weitere Schädelkalotte von Kilian. Bereits 1019 wurde die Schädelkalotte von Kilian in Paderborn in einer Urkunde Kaiser Heinrichs II. genannt: Ein Schädel von Kilian in Würzburg, und ein Schädel von Kilian in Paderborn.
Es fällt auf, dass frühe irische Quellen zu Kilian oder seinem Kult fehlen und erst in der zweiten Hälfte des 12. Jahrhunderts einsetzen. Einzige Ausnahme ist das um 800 zu datierende Martyrologium Tamlachtense aus dem Kloster Tallaght, dessen Informationen jedoch zumindest größtenteils auf kontinentale Quellen zurückgehen müssen. Die frühesten sicheren Zeugnisse für die Verehrung Kilians finden sich im Kalender des Godescalc-Evangelistars (Paris, Bibl. nat., Nouv. Acq. lat. 1203) von 781 bis 783, in dem Altartitulus des Hrabanus Maurus für den Bonifatiusaltar in der Westapsis von St. Salvator zu Fulda von 819, in einem auf vor 838 zu datierenden Nachtrag einer Würzburger Handschrift des Martyrologium des Beda Venerabilis (Würzburg, Universitätsbibliothek, M.p.th.f.49), und in dem Martyrologium des Hrabanus Maurus (842–856). Eine Fuldaer Handschrift der Passio minor aus dem letzten Viertel des 10. Jahrhunderts enthält den frühesten erhaltenen Bildzyklus der Kilianslegende und ist damit das früheste erhaltene Beispiel einer ausführlich illustrierten Heiligenvita überhaupt. Ikonografisches Modell waren vermutlich entsprechende Bonifatiuszyklen.
Nach der Säkularisation wurden in der ersten Hälfte des 19. Jahrhunderts die Kiliansreliquien vergessen. Die silbernen Reliquienbüsten der Frankenapostel wurden bereits 1794 zu Münzen eingeschmolzen. Die hölzernen teilverglasten Sockel, die die Häupter der Heiligen bargen, stuften die zuständigen Kommissare während der folgenden Säkularisation in Bayern als wertlos ein; sie wurden in der Ornatkammer des Doms abgestellt und dort vergessen. Die Reliquien galten fortan zunächst als verschollen. Erst im August 1849 entdeckte man die Häupter der Frankenapostel wieder, trug sie bei der feierlichen Prozession am Kilianitag 1850 wieder mit und ließ einen neuen Reliquienschrein anfertigen, der 1874 durch einen wertvolleren ersetzt wurde. Dieser ging schließlich im Feuersturm des 16. März 1945 unter. Die Reliquien selbst waren 1943 in Gerolzhofen versteckt worden und kehrten im Juli 1949 in einer dreitägigen Prozession nach Würzburg in die Neumünsterkirche zurück. Zum Gedenken an die Frankenapostel fand im „Kiliansjahr“ 1952 eine große 1200-Jahr-Feier der Kiliansverehrung in Würzburg, der „Stadt des Heiligen Kilians“, statt, die ihren Höhepunkt in der Reliquienprozession mit den Häuptern von Kilian, Kolonat und Totnan mit Festgottesdienst auf dem Residenzplatz am 13. Juli in der Kilianiwoche fand. Eine weitere große Feierlichkeit war die 1300-Jahr-Feier 1989 unter dem Motto „Miteinander“ (Mit dem Kiliansfest 1999 nahm die durch den Bischof Scheele errichtete soziale Stiftung „Miteinander für das Leben“ ihren Anfang).

## Patronate
Der Heilige ist Schutzpatron der Städte Würzburg, Heilbronn, Mainz-Kostheim, Bad Heilbrunn, des Paderborner Domes, des Bistums Würzburg und der Region Franken sowie der Berufe Weißbinder und Tüncher. Er wird bei Augenleiden, Gicht und Rheumatismus angerufen. Als künstlerische Freiheit ist es zu betrachten, dass Viktor von Scheffel in seinem Frankenlied Kilian auch als Patron der Winzer in Anspruch nimmt, was wohl nur auf einer Schlussfolgerung aus der Bedeutung Frankens als Weinbauregion beruht. In Irland ist er Schutzpatron der Gemeinde Tuosist im County Kerry, da er nach unsicheren Quellen vom dortigen Hafen Kilmacillogue zu seiner Missionsreise aufgebrochen sein soll. Eine ihm geweihte Kirche befindet sich im Ort Lauragh. Im irischen Mullagh im County Cavan, das trotz problematischer Quellenlage als Geburtsort Kilians gilt, existieren eine ihm geweihte Kirche und das Kilian’s Heritage Centre.

## Gedenktag
Sein katholischer und evangelischer Gedenktag ist der 8. Juli. Es handelt sich in der katholischen Kirche dabei um einen nicht gebotenen Gedenktag im Allgemeinen Römischen Kalender. Im Bistum Würzburg ist der 8. Juli jedoch Hochfest. Der evangelische Gedenktag ist im Evangelischen Namenkalender enthalten. Die orthodoxen Kirchen gedenken seiner auch am 8. Juli, oftmals am 21. Juli (dem 8. Juli gemäß dem julianischen Kalender).
Am Kilianstag ist auch Patroziniumstag der Vierzehn Nothelfer.

## Attribute und Bilder
Zu den Attributen des Heiligen zählen der Krummstab und das Schwert.
Daher wird St. Kilian in der bildenden Kunst fast immer mit dem Schwert, mit dem er später getötet wurde, dargestellt. Oft trägt er zusätzlich den Bischofsstab. In der Kilianskirche in Heilbronn ist er mindestens drei Mal dargestellt: im Hauptaltar von Hans Seyfer rechts neben der Maria mit dem Kind, in einer gotischen Fenstertafel (wahrscheinlich aus dem 15. Jahrhundert) und im Tympanon am mittleren Südportal.

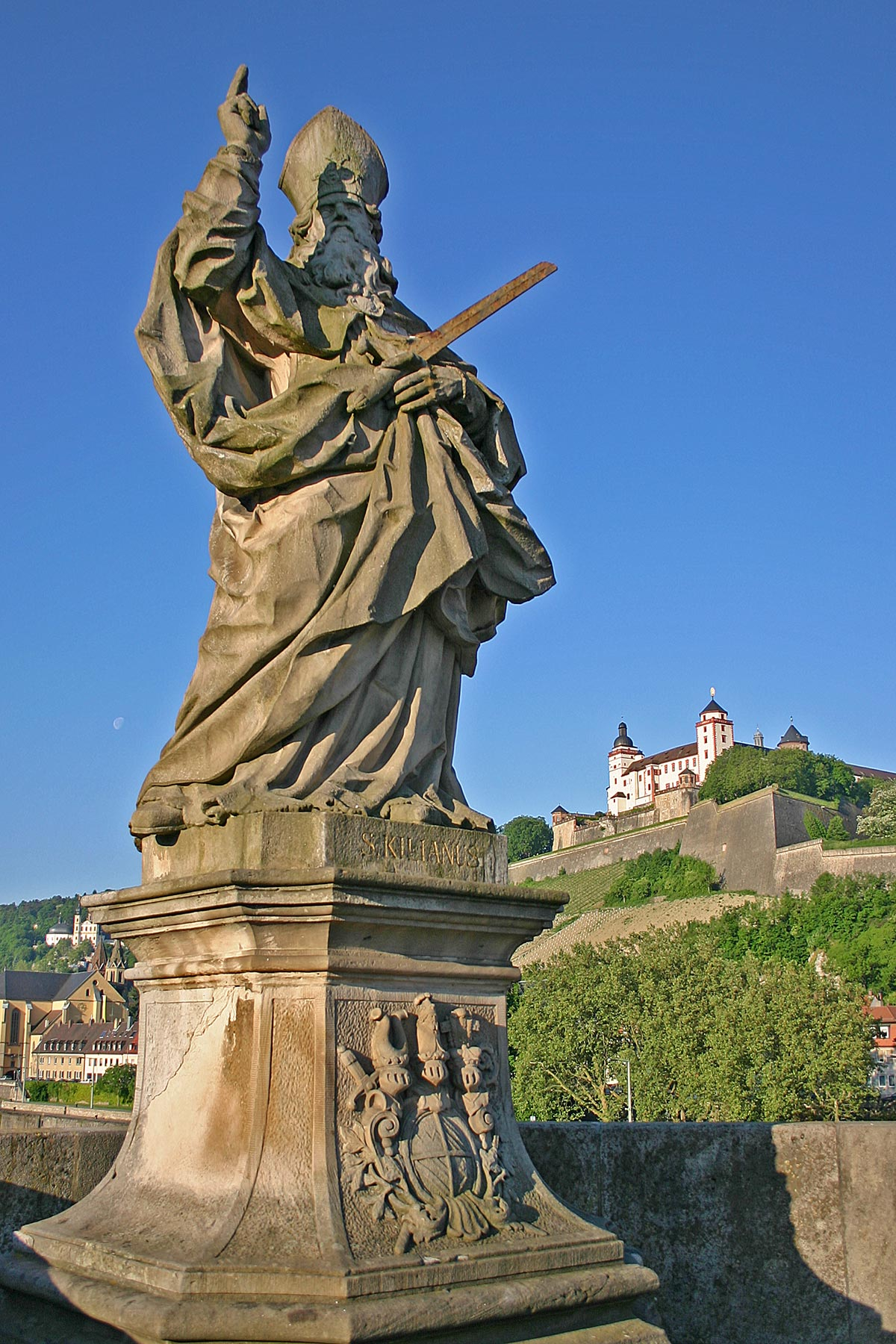
St. Kilian auf der Alten Mainbrücke und Feste Marienberg
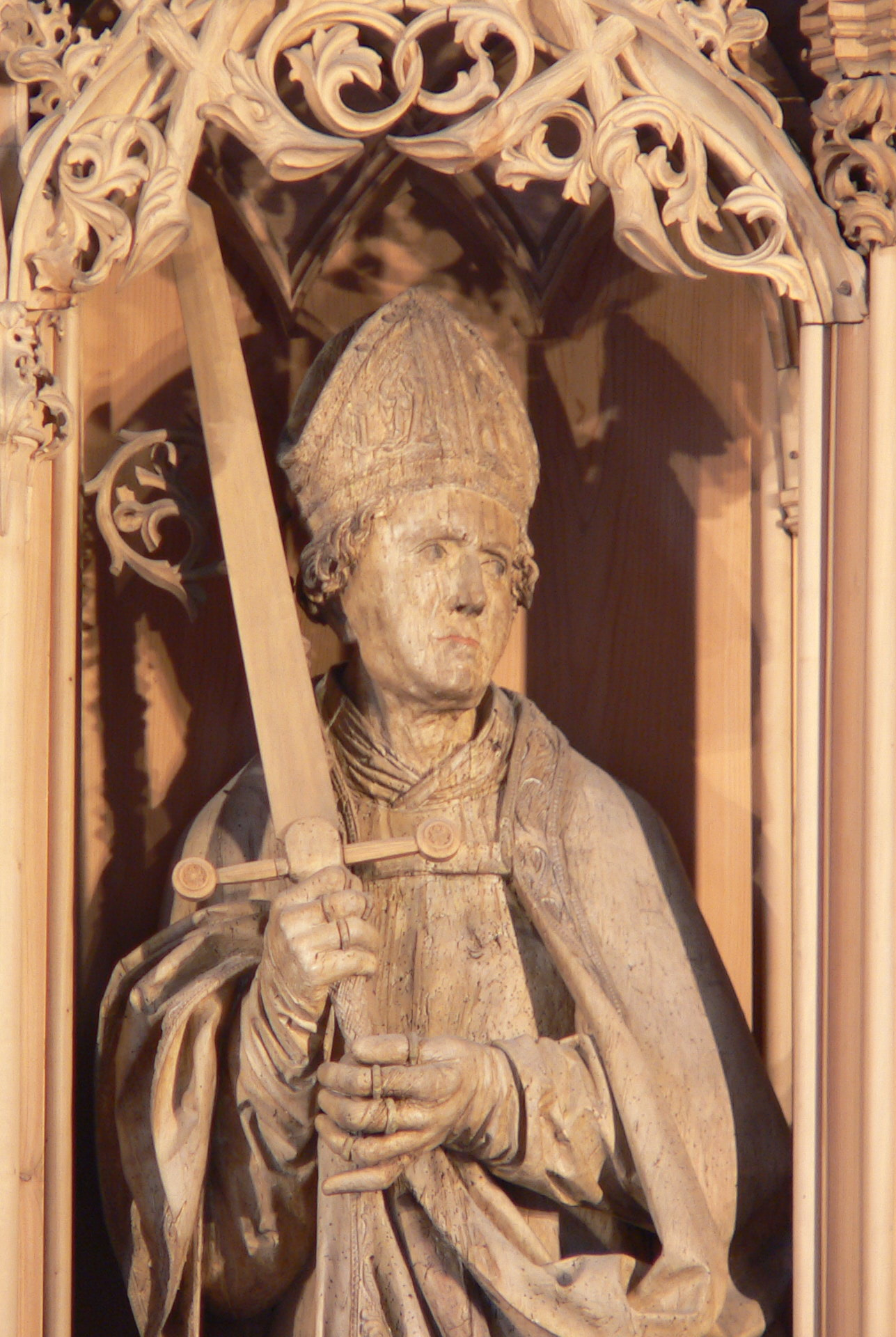
St. Kilian im Seyfer-Altar in der Kilianskirche Heilbronn
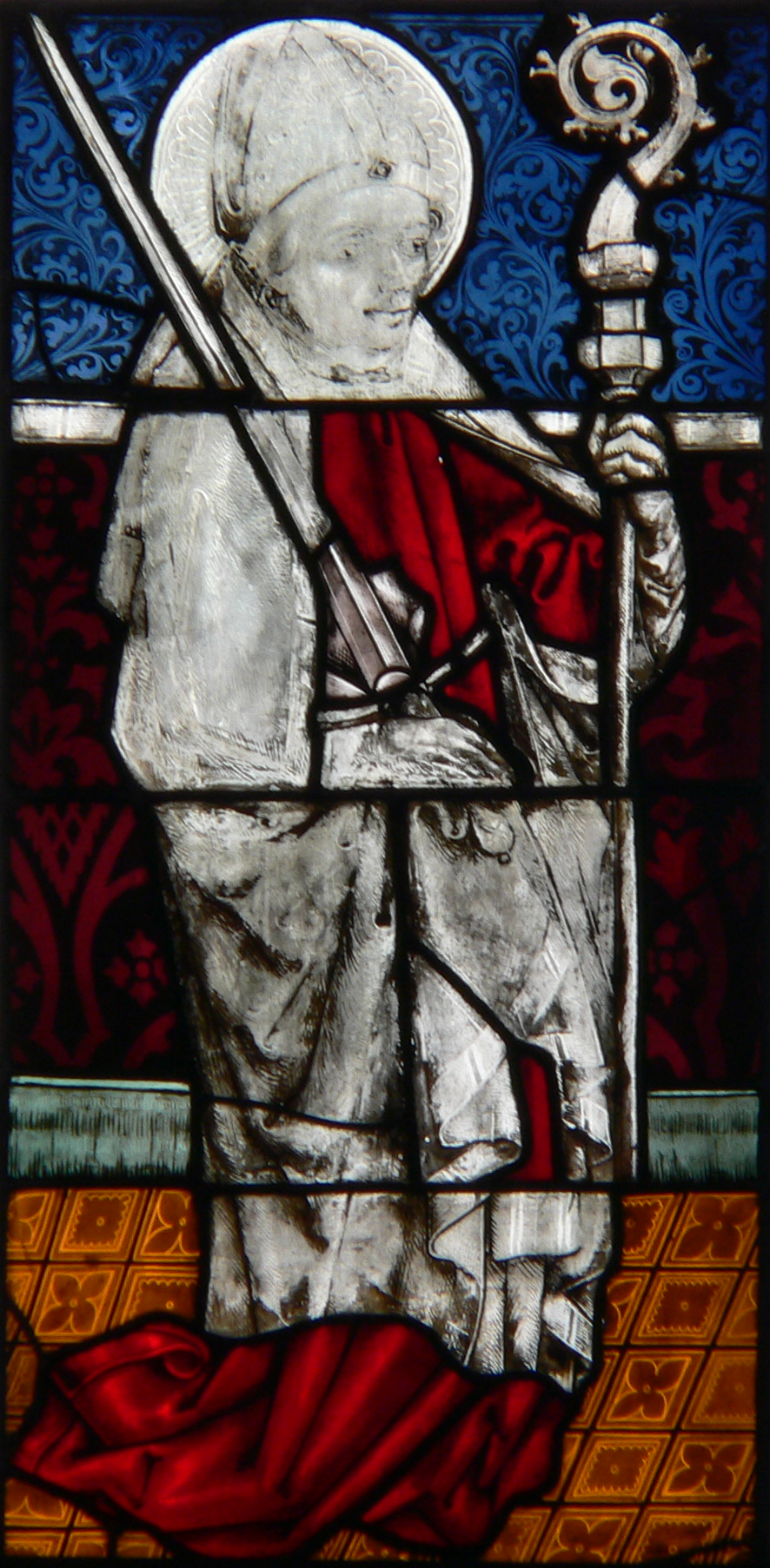
St. Kilian in einem Glasfenster in der Kilianskirche Heilbronn
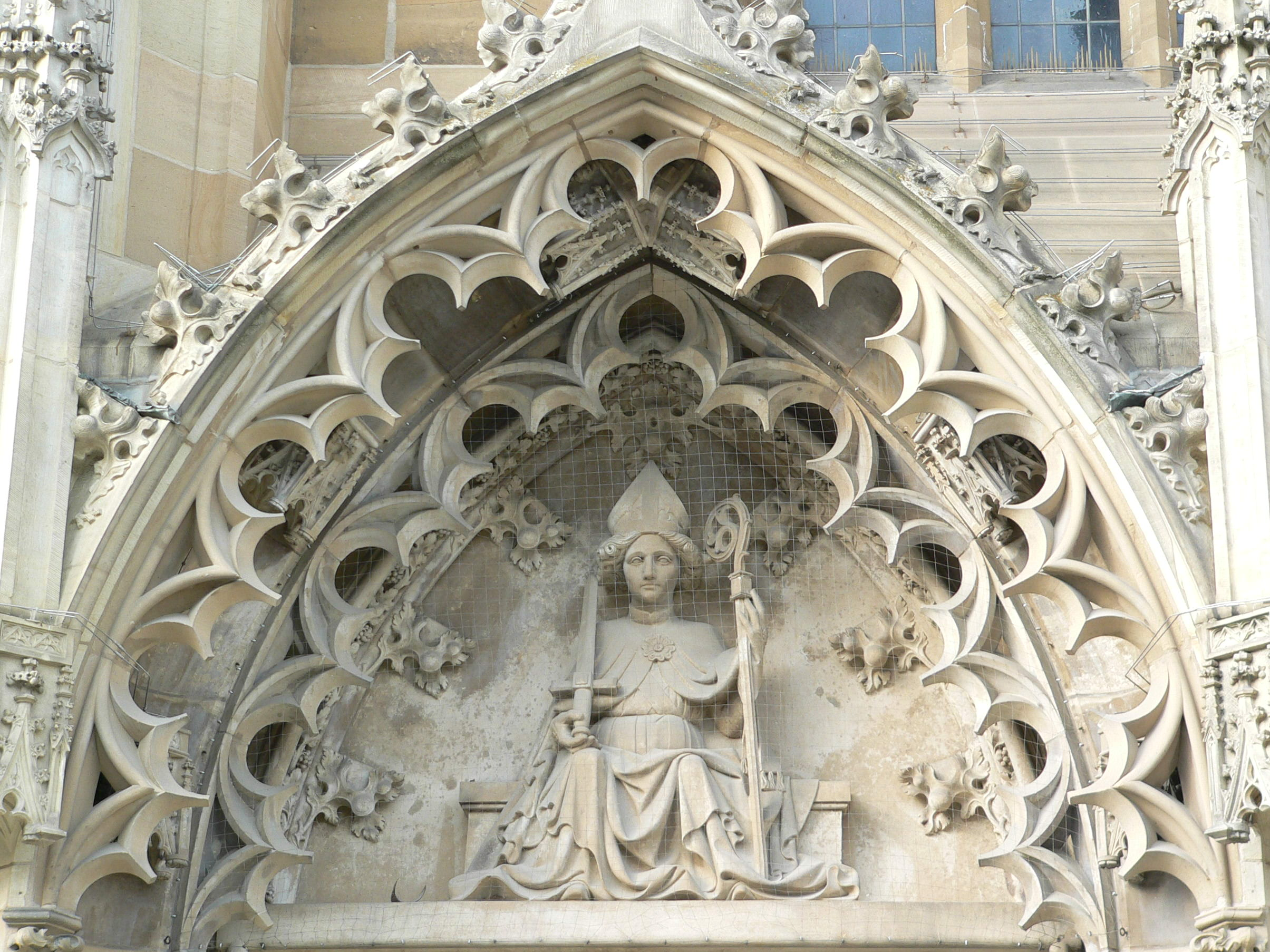
St. Kilian am mittleren Südportal der Kilianskirche Heilbronn
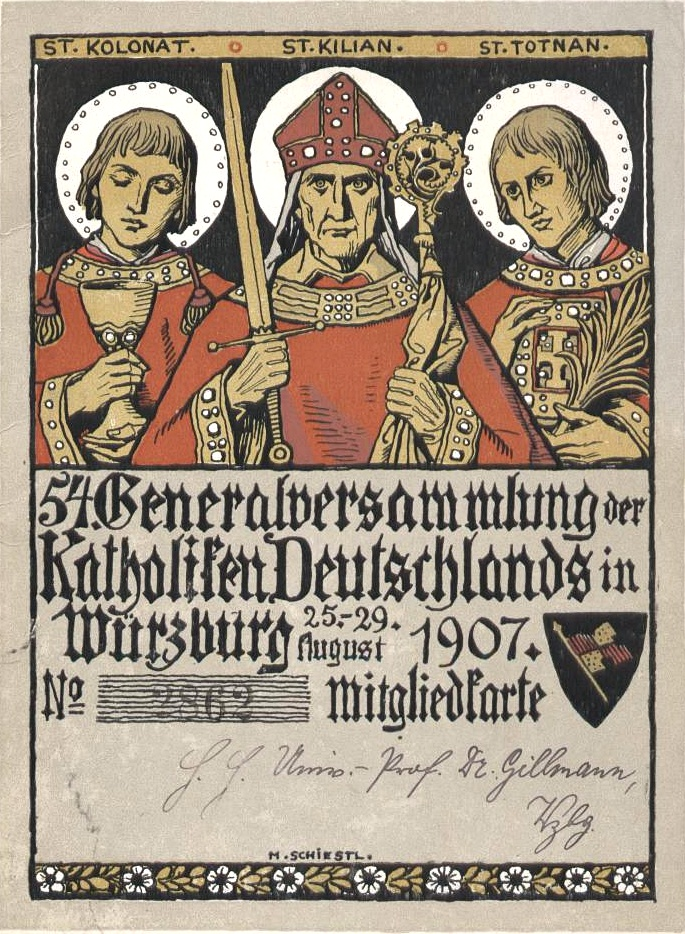
St. Kilian und Gefährten, von Matthäus Schiestl, 1907
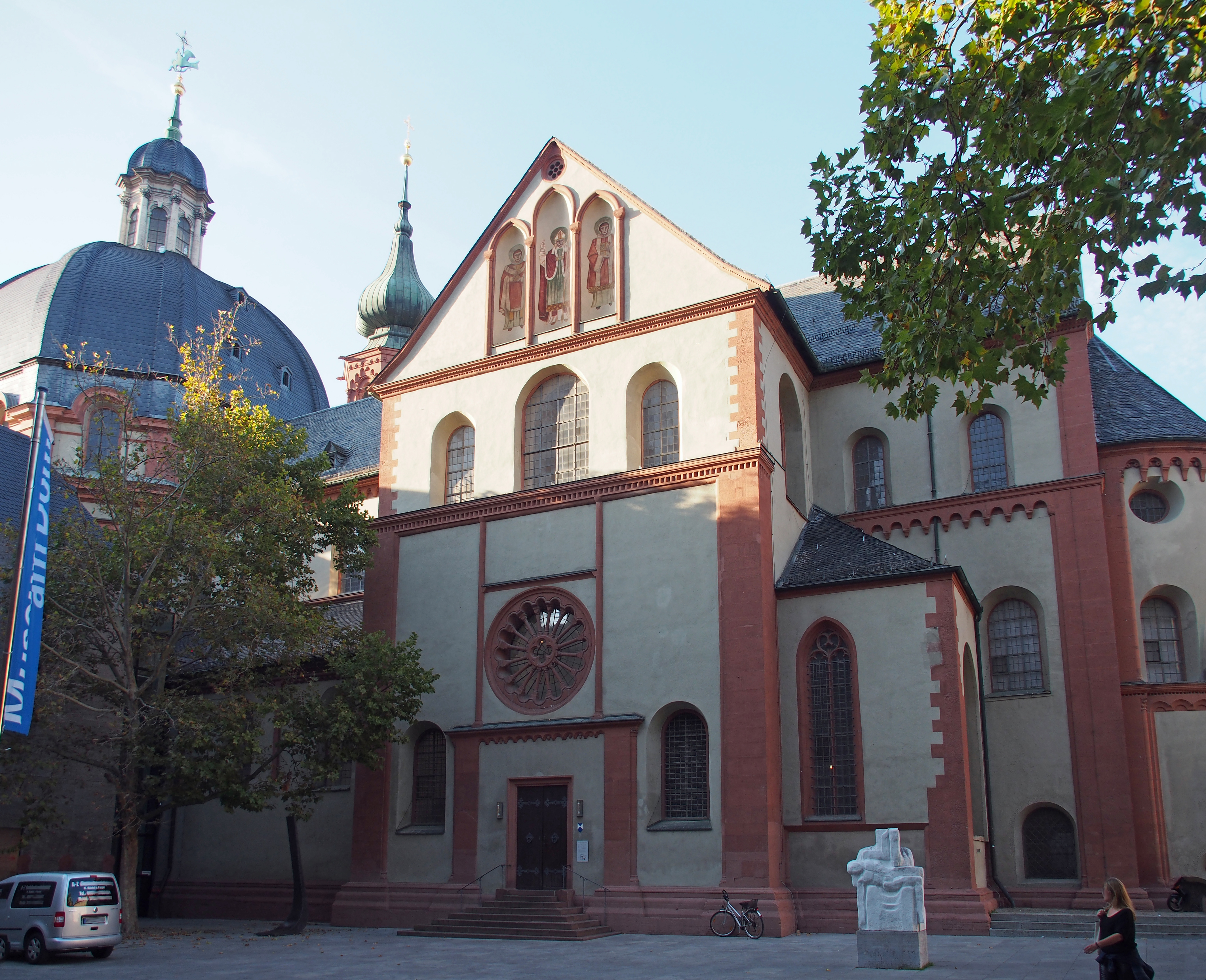
Der nach Kilian benannte Kiliansplatz in Würzburg zwischen St.-Kilians-Dom und Kollegiatstift Neumünster
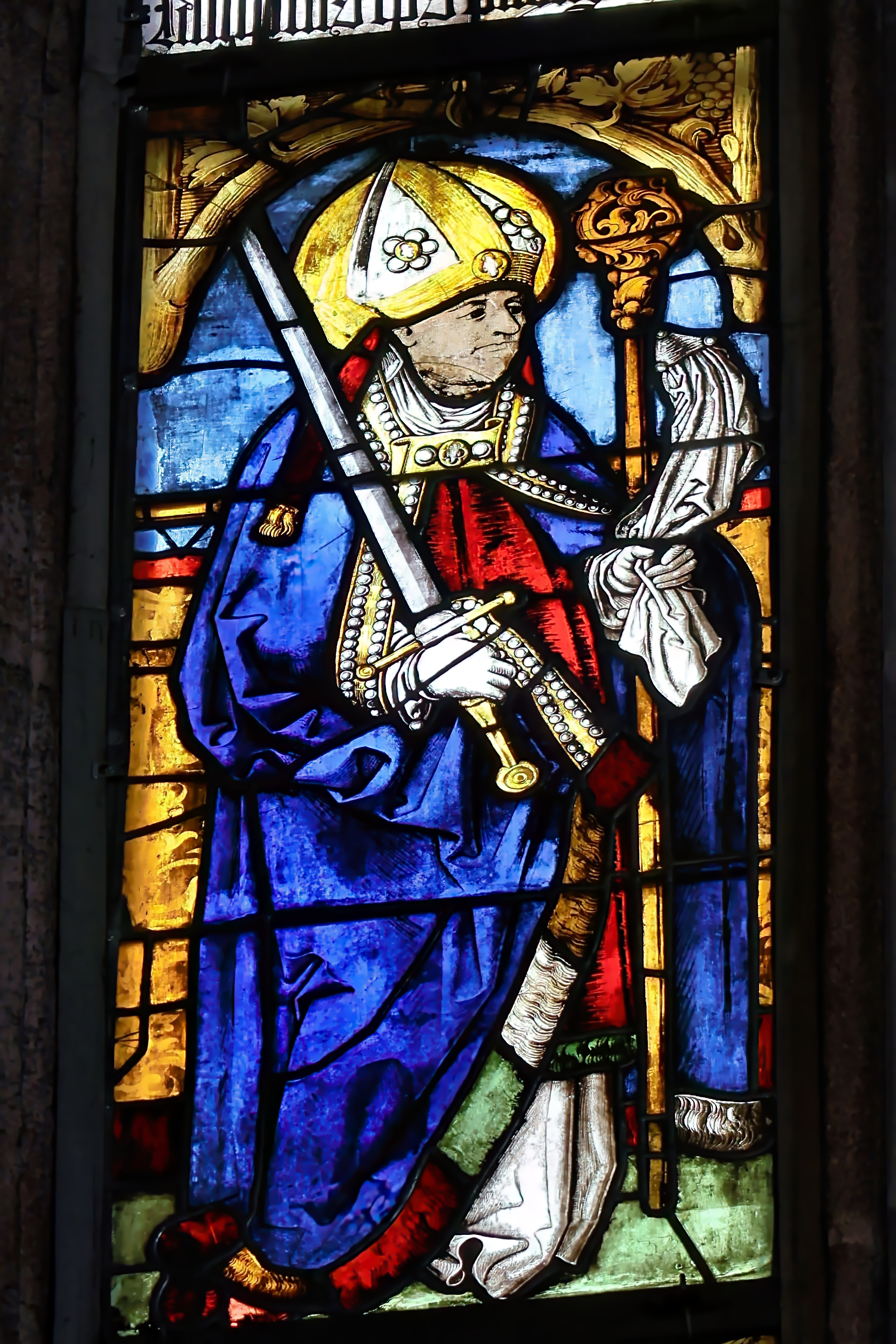
Darstellung Kilians im Bamberger Fenster von St. Sebald in Nürnberg, Arbeit von Albrecht Dürer und Veit Hirschvogel (1501/02)

## Bauernregel
Dem Namenstag entsprechende Bauernregeln:
- Kilian, der heilige Mann, stellt die ersten Schnitter an.
- Ist’s zu St. Kilian schön, werden viele gute Tage vergehn.
- An Sankt Kilian säe Wicken und Rüben an.